# Жегалкин, Иван Иванович
Иван Ива́нович Жега́лкин (22 июля (3 августа) 1869, Мценск, Российская империя — 28 марта 1947, Москва, СССР) — российский и советский математик и логик, профессор Московского университета. Заслуженный деятель науки РСФСР (1945).

## Биография
Родился в семье потомственного почётного гражданина. В 1889 году, окончив Орловскую гимназию, стал студентом математического отделения физико-математического факультета Московского университета.
В 1893 году окончил университет с дипломом 1-й степени и начал службу сразу в нескольких учреждениях: в московской конторе Государственного банка (помощником контролёра) и на вечерних курсах Общества распространения коммерческого образования (преподавал арифметику). С июля 1900 года преподавал в реальном училище К. К. Мазинга. В 1902 году, выдержав магистерский экзамен, стал приват-доцентом Московского университета; защита магистерской диссертации по теории множеств «Трансфинитные числа» состоялась только в 1908 году. Одновременно, с 1902 года Жегалкин преподавал на Высших женских курсах, — до их слияния с университетом в 1918 году. На курсах он, после открытия в 1906 году медицинского факультета, временно исполнял должность декана этого факультета.
В 1911 году Жегалкин, будучи несогласным с политикой, проводимой Л. А. Кассо, бывшим тогда министром просвещения, ушёл с большой группой преподавателей из университета.
Будучи членом Московского математического общества, заведовал в нём библиотекой.
С 1917 года вновь преподавал в Московском университете, в 1923 году стал профессором математики, а в 1930 году был назначен заведующим кафедрой математического анализа физико-механического факультета, преобразованного через 3 года в механико-математический факультет. Одновременно он заведовал кафедрой математики в Московском областном педагогическом институте.
Жегалкин решил написать учебник по математическому анализу, рассчитанный на самого плохого студента. Для этого он записывал все ошибочные ответы студентов на экзаменах и классифицировал их. По его мнению, это позволяло предусмотреть и исключить все источники ошибок, все неясности, плохие формулировки и т. п.
По инициативе И. И. Жегалкина в 1930 году при Московском университете был создан первый в СССР научный семинар по математической логике, ставший основой для образования в 1959 году кафедры математической логики, которую возглавила С. А. Яновская.
Жегалкин предложил в 1927 году в качестве удобного средства для представления функций булевой логики многочлен, названный полиномом Жегалкина. Ему также принадлежит построение алгебры логики как арифметики вычетов по модулю 2 — т. н. Жегалкинское сложение. Также ему принадлежит ряд работ о важных случаях, допускающих алгоритмическое решение проблемы разрешимости.
Награждён Орденом Трудового Красного Знамени.
В своём письме М. Я. Выгодскому известный советский математик Николай Лузин, вспоминая студенческие годы, говорит, что из профессоров не боялся лишь Жегалкина.
Умер в 1947 году. Похоронен на Ваганьковском кладбище (25 уч.).

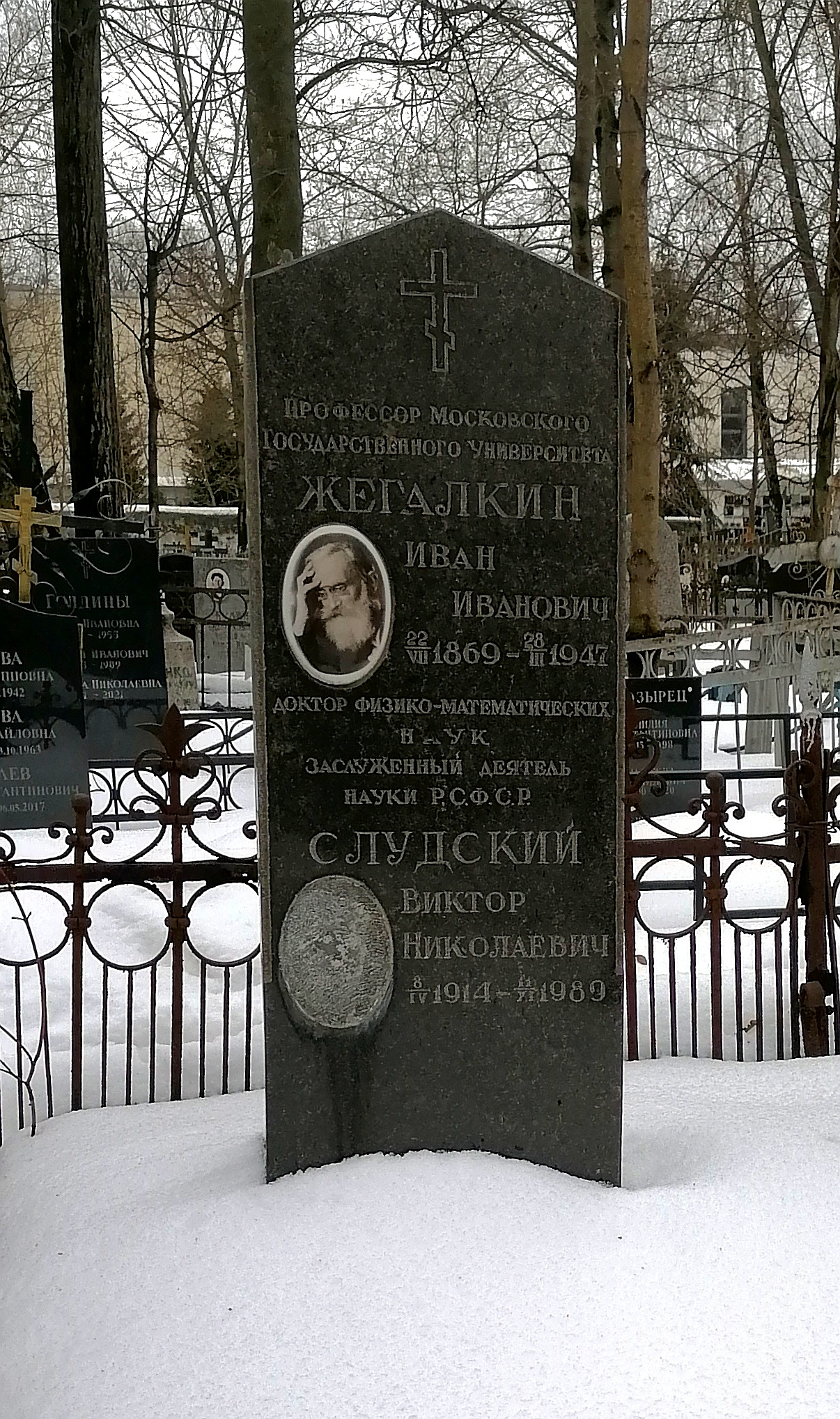
Могила И. И. Жегалкина на Ваганьковском кладбище.